# ناتانیل مشالی
ناتانیل مشالی (فرانسوی: Nathaniel Méchaly‎؛ زادهٔ ۱۹۷۲) آهنگساز، تهیه‌کننده موسیقی و موسیقی‌دان اهل فرانسه است.
از فیلم‌ها یا مجموعه‌های تلویزیونی که وی در آن‌ها نقش داشته است، می‌توان به استاد بزرگ اشاره نمود.